# Elysion

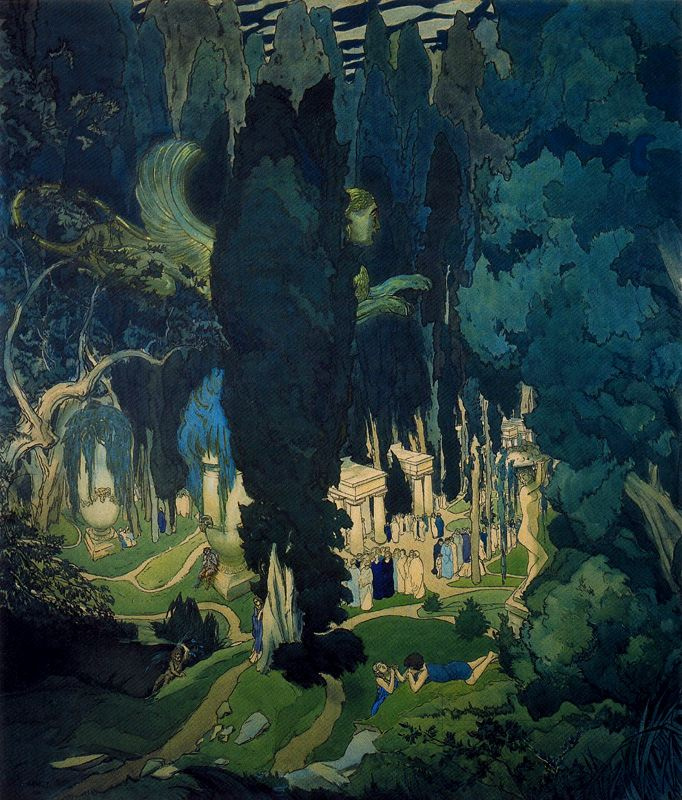
Léon Bakst, Elysion, 1906

Das Elysion (altgriechisch Ἠλύσιον [Πεδίον] Elysion [Pedion] „das Selige [Feld]“; lateinisch das Elysium, in späterer Schreibweise auch Elisium, oder campus Elysius, Plural campi Elysii) ist in der griechischen Mythologie jene „Insel der Seligen“ (μακάρων νῆσος makaron nesos) im äußersten Westen des Erdkreises, die vom Okeanos umflossen wird. Auf diese Elysischen Gefilde werden jene Helden entrückt, die von den Göttern geliebt wurden oder denen sie Unsterblichkeit schenkten. Manche glaubten, in diesen Inseln die Kanarischen Inseln zu erkennen. Heute werden außerdem Madeira, die Azoren und Kap Verde als weitere Möglichkeiten in Betracht gezogen. In der Biogeographie werden sie gemeinsam mit dem aus der griechischen Bezeichnung abgeleiteten Begriff Makaronesien zusammengefasst.
Spätere Dichter, wie auch Vergil, verlegten das Elysion in denjenigen Teil der Unterwelt, in den die von den Totenrichtern für würdig befundenen Frommen und Gerechten einzogen. Sie war somit nicht mehr Teil der Inseln der Seligen.

## Mythologische Bedeutung
Ganz im Gegensatz zum Tartaros handelt es sich dabei um paradiesische, rosengeschmückte Wiesen, auf denen ewiger Frühling herrscht, und wo das Trinken vom Wasser der Lethe ewiges Vergessen aller irdischen Leiden ermöglicht. Menelaos und Helena, Kadmos, der Gründer von Theben, sowie Peleus und Achilleus sollen sich dort neben anderen Helden befinden und sich die Zeit im Schatten von Weihrauchbäumen mit Reiten und Turnen, Würfel- und Lautenspiel vertreiben. Der Bruder des Minos, Rhadamanthys, herrscht über diese Ebene der Ankunft oder elysischen Gefilde, einen paradiesischen Ort, an den auch Kronos gebracht wurde, als er vom Honig berauscht geschlafen hatte und so von Zeus gefesselt werden konnte. Den Orphikern zufolge – die vieles anders erzählen – ist er dort als Gatte der Rhea und als König bekannt.
Die mythische Vorstellung übertrug der Dichter Horaz in die politische Realität seiner Zeit. Er forderte, verzweifelt über den nicht endenden Bürgerkrieg, in einem Gedicht die Römer dazu auf, ihre unselige Stadt zu verlassen und auszuwandern auf die „arva beata …, divites et insulas“ („glückselige Gefilde … und reiche Inseln“). Als diese im Prophetenton vom Dichter verheißenen Inseln der arva beata verstand man die elysischen Gefilde im Westen.

## Aufgreifen des Themas

### Im Städtebau
- Die Avenue des Champs-Élysées (deutsch: „Allee der elysischen Felder“) folgt einer Sichtachse gen Westen, ausgehend vom Louvre – dem früheren französischen Königspalast – über den Arc de Triomphe du Carrousel bis zum Arc de Triomphe.

### In der Gartenkunst
- Im Bereich „Neumarks Garten“ im Dessau-Wörlitzer Gartenreich gibt es ein Elysium, das der Besucher erreicht, wenn er erfolgreich das „Labyrinth“ durchschritten hat. Die heiter-freundliche Gestaltung steht im Gegensatz zu den düster-unheimlichen Irrgängen, die teilweise aus künstlichen Felsen bestehen.
- Auch im Bergpark Wilhelmshöhe in Kassel gibt es ein Elysium, das entlang eines gefassten Bachlaufs mit Statuen und kleinteiligen Gartenräumen ausgestaltet war. Zentrale Figur ist die noch erhaltene Skulptur der Flora.

### In Musik, Literatur und Medien
- 1785: Friedrich Schiller nennt in seinem in Beethovens 9. Sinfonie vertonten Gedicht An die Freude diese eine „Tochter aus Elisium“.
- 1918: In Franz Schrekers Oper Die Gezeichneten gibt der genuesische Adlige Alviano Salvago einer künstlichen Insel den Namen Elysium, allerdings wird der paradiesische Zustand von Alvianos adligen Freunden pervertiert, da diese dort mit entführten Mädchen Orgien feiern und die Mädchen danach töten.
- 1994: Elysian Fields, Song auf dem Album Youthanasia von Megadeth
- 2003: Elysium, südkoreanischer Anime-Film
- 2006: Langgedicht Elizejas lauki in dem Band Atgāzenes stacijas zirgi (S. 92–102) von Inga Ābele
- 2012: Elysium, Album, Pet Shop Boys
- 2013: Elysium, US-amerikanischer Science-Fiction-Film
- 2018: Lost Elysion, Album, Herbert Pixner Projekt
- 2019: Disco Elysium, Videospiel